# Tělocvična Vítkovice
Tělocvična byla postavena v třetím období výstavby Nových Vítkovic (1885–1893) v roce 1891. V roce 1988 byla zapsána do Ústředního seznamu kulturních památek České republiky a je od roku 2003 součástí městské památkové zóny Vítkovic v Ostravě.

## Historie
Tělocvična byla postavena v letech 1885–1893 ve třetím období výstavby Nových Vítkovic v roce 1891, za významné podpory Vítkovických železáren jako součást programu pro posílení tělovýchovných a volnočasových aktivit podle návrhu architekta Hanse Ulricha. Jeho původní návrh hrázděné stavby nebyl realizován. Tělocvična byla v meziválečném období stavebně propojena se závodním hotelem.

## Architektura
Tělocvična je jednopatrová zděná budova na podélném půdorysu v historisujícím slohu. Původně volně stojící budova byla postavena z režného zdiva z červených pálených cihel na kamenné podezdívce. Budova je zdobena mělkými rizality, sdruženými a jednoduchými okny s půlkruhovými záklenky, římsami z tvarovek a zubořezy. Sedlová střecha je kombinovaná se střechou polovalbovou. Nad vstupní částí je trojúhelníkový štít, který je zdobený vyřezávanými krakorci a akantovou mřížkou. Přízemní sál ve střední části má plochý strop a je osvětlen rozměrnými okny. 